# Brandestoc
Der Brandestoc ist eine Version der Hellebarde.

## Beschreibung
Der Brandestoc hat einen Schlagkopf, der aus unterschiedlichen Waffenkomponenten zusammengestellt ist. Es gibt ihn mit einer Beilklinge oder mit einem Hammerkopf. Auf der gegenüberliegenden Seite ist meist eine scharfe Schlagklinge oder auch ein Hammerkopf angebracht. Allen Versionen gemein ist eine starke, gerade und lange Klinge, die nach vorn aus dem Hammer- oder Beilkopf austritt. Die Klinge ist meist mit einem Mittelgrat gearbeitet. Der Schlagkopf ist mit einer Tülle am Schaft befestigt. Der Schaft ist aus Holz und bei vielen Versionen mit Metallnägeln beschlagen, um die Griffigkeit zu erhöhen. Der Brandestoc zählt je nach Ausführung zu den Hellebarden oder den Streithämmern. Besonders oft wurde er in Italien und Frankreich verwendet. Der Name Brandestoc wird auch noch für eine andere Stangenwaffe verwendet, die gabelförmig aussieht (Runke). Sie ist mit der hier beschriebenen Waffe nicht zu verwechseln.